# Olle Hartwig AB
Olle Hartwig Aktiebolag (tidigare namn Bröderna Hartwig AB, Hartwig delikatesser och Hartwig AB) är ett företag inom livsmedelsbranschen som bildades 1969 av bröderna Olle och Stig Hartwig med säte i Stockholm.
| Stig Hartwig (t.v.) och Olle Hartwig under en kräftskiva på Häringe slott, augusti 1991. |  | Stig Hartwig (t.v.) och Olle Hartwig under en kräftskiva på Häringe slott, augusti 1991. |
| Stig Hartwig (t.v.) och Olle Hartwig under en kräftskiva på Häringe slott, augusti 1991. |  |                                                                                          |

Verksamheten började som Bröderna Hartwig AB vars grundarna var Olle Hartwig (1927–2002) och hans äldre bror Stig Hartwig (1925–2003). Företaget ägnar sig åt handels- och agenturrörelse inom livsmedelssektorn.  Man specialiserade sig på förädlade charkuterivaror (korvar, skinkor, pastejer) och kräftor. 
En viktig produkt var sedan starten partihandel med kräftor som saluförs under namnet Pandalus och som gav Olle Hartwig smeknamnet "Kräftkungen”. Idag är största produkten för Pandalus räkor samt färska och frysta kräftor, som importeras från Turkiet och Kina. Pandalus startade importen av kräftor till Sverige från Turkiet under 1960-talet och har en omfattande verksamhet i Kina sedan 1990-talet.
Hartwig AB:s lokaler fanns dels på Slakthusområdet (Hallvägen 11) och från och med 1988 även i en egen, nybyggd anläggning på Årsta partihallars östra del (Grosshandlarvägen 1). På grund av sämre lönsamhet tvingades företaget lämna sitt hus på Årsta partihallar i början av 2000-talet. Mellan 1974 och 1979 samt mellan 1986 och 1999 ägdes Häringe slott av Hartwigkoncernen, som drev en hotell- och konferensanläggning där.
Efter Olle Hartwigs död år 2002 blev sonen Tony Hartwig (född 1961) företagets vd.